# My World (Bee Gees)
"My World" is een nummer van het Britse trio Bee Gees.
Het werd uitgebracht als niet van een album afkomstige single op 14 januari 1972. De B-kant van de single was "On Time", een countryrocknummer gecomponeerd door Maurice Gibb.
"My World" is geschreven toen de bandleden backstage waren bij het ITV-programma The Golden Shot en kent muzikaal overeenkomsten met het nummer "How Can You Mend a Broken Heart".  Op 13 oktober nam de band "My World" opgenomen samen met de nummers "What Could Have Been Done" en "Goodbye Blue Sky".  Het was de laatste single waar Bee Gees-drummer Geoff Bridgford op meespeelt.
Het nummer werd later opgenomen op het compilatiealbum Best of Bee Gees, Volume 2 uit 1973.
In de Nederlandse Top 40 behaalde "My World" de negende plek, in de Ultratop 50 de vijftiende. Het nummer bereikte zowel in het VK als de VS de zestiende positie.

## Bezetting
- Barry Gibb – zang, gitaar
- Robin Gibb - zang
- Maurice Gibb – achtergrondzang, bas, piano, gitaar
- Geoff Bridgford - drums
- Alan Kendall – gitaar

## NPO Radio 2 Top 2000
| Nummer met noteringen in de NPO Radio 2 Top 2000 | '03  | '04  | '05  | '06 | '07  | '08  |
| ------------------------------------------------ | ---- | ---- | ---- | --- | ---- | ---- |
| My World                                         | 1878 | 1766 | 1695 | -   | 1710 | 1970 |

1. ↑  Een '-' betekent dat het nummer niet was genoteerd en een vetgedrukt getal geeft de hoogste notering aan.
2. ↑  2003 was het eerste jaar met een notering voor dit nummer.
3. ↑  Deze tabel is bijgewerkt tot en met de laatste editie (2024).